# Jan de Bas
Jan Cornelis de Bas (13 januari 1964) is een Nederlands historicus en dichter, die contemporaine geschiedenis en cultuureducatie studeerde aan de Universiteit van Utrecht.
In 1999 promoveerde De Bas aan de Vrije Universiteit in Amsterdam op het proefschrift De muis die even brulde. De Evangelische Volkspartij 1981-1991.
Als historicus beweegt hij zich op het raakvlak van meerdere disciplines. In zijn werk gaat het altijd over de historische werkelijkheid, die zich complex aan ons voordoet. In zijn proefschrift gaat het niet alleen over de partijgeschiedenis van de EVP, maar ook over de achtergrond van de kiezers, de cultuur van de leden en de motieven van de betrokkenen. Politicologie en antropologie spelen in het boek een rol.
Ook in zijn andere werk is sprake van een multidisciplinaire invalshoek, zoals in Een mijter zonder kruis. Sint-Nicolaas in de protestantse pers 1945-2000 (2003). In dit boek past hij de receptie van het sinterklaasfeest door Nederlandse protestanten toe op hun cultuur. Naast het interdisciplinaire wordt zijn werk tevens gekenmerkt door de grote aandacht voor de protestantse cultuur. Dit laatste is ook het geval in zijn biografie over zijn opa: Hervormd op wielen. Wielerkampioen Cees Erkelens 1889-1959 (2005). Ten slotte combineert hij in zijn werk het narratieve (verhalende) en het mathematische (getalsmatige)van de geschiedwetenschap, wat ook blijkt uit Kom maar binnen! Zwarte Piet in spotprenten 1871-2017 (2017) en Rotterdamse plakken. 42 olympische medaillewinnaars (2020).
Naast wetenschappelijke literatuur, publiceert De Bas ook educatieve boeken. Hij schreef onder andere een werk- en studieboek voor basisscholen en pabo's over burgerschapsvorming: Burgerschapsvorming. Jong gedaan, oud geleerd. Visies en instrumenten. Hierin presenteert hij de zesslag van burgerschapsvorming. Ook schreef hij enkele veelgebruikte toetsboeken voor de pabo. In 2016 verscheen Kan een bloemkool denken? Lessen in filosoferen. Hierin benadrukt De Bas het individuele nadenken. In 2007 richtte De Bas de Filosofiegroep Rotterdam op. In 2019 verscheen Geschiedenis InZicht een handboek voor geschiedenis op de Pabo, waarin het didactisch begrip beeldgereedschap wordt gepresenteerd. Daarnaast schrijft De Bas regelmatig in bladen zoals Trouw, Friesch Dagblad en Volzin. Verschillende artikelen verzamelde en bewerkte hij in enkele bundels. Zo publiceerde hij twee bundels over het sinterklaasfeest. Onder de titel Artikelen des Gedichts (1997) bundelde Jan de Bas columns over poëzie, die onder meer verschenen in de literaire tijdschriften Hollands Maandblad en Chroom, waarvan hij samen met Bert van Weenen en Alfred Valstar redacteur was.
Als dichter beweegt De Bas zich op het grensgebied van de light verse. Zijn werk gaat over het bijzondere van het alledaagse (het religieuze incluis) en bezit een ongecompliceerde filosofische inslag. In 2020 verscheen zijn achtste dichtbundel voor volwassenen. Ook publiceerde hij zes bundels voor kinderen en een prentenboek, samen met Monique Veldhoven. Zijn werk werd opgenomen in Gerrit Komrijs bloemlezing  De Nederlandse poëzie van de 19e t/m 21e eeuw in 2000 en enige gedichten (2004), in De Nederlandse kinderpoëzie in 1000 en enige gedichten (2007), eveneens samengesteld door Komrij, en in de Brandaan van de christelijke poëzie (2008), samengesteld door Rien van Den Berg, en Mens! een dwarsdoorsnede van 50 jaar christelijk geïnspireerde gedichten en verhalen (2020). Ook stelde Jan de Bas, samen met Arie Bijl, bloemlezingen met literaire poëzie samen:  Sinterklaas (2009), En wat zij zong hoorde ik dat psalmen waren (2010), een bundel met psalmen van Nederlandstalige dichters, Heimwee naar huiswerk. Gedichten over school (2017), Ik blijf van hem dromen. Het leven van Jezus in gedichten (2019) en Van vogels krijg je nooit genoeg. De mooiste vogelgedichten (2022).